# Історія освоєння мінеральних ресурсів Вірменії

Вірменія. Зангезурський мідно-молібденовий комбінат у 70-ті роки XX ст. На передньому плані 90-метрова опора канатної дороги, яка транспортує руду з кар'єру на збагачувальну фабрику.

Історія освоєння мінеральних ресурсів Вірменії

## Від давніх часів до ХІХ століття
Перші свідоцтва про використання кременю та обсидіану належать до нижнього палеоліту, видобуток глин починається в неоліті. Протягом тисячоліть (XI–VI тис. до н.е) давня Вірменія була основним експортером обсидіану для всіх культур Переднього Сходу, утворюючи так звані «обсидіанові шляхи». Перші місцеві вироби із самородної міді й золота, оброблені способом холодного кування, датують VII тис. до н.е (зустрічаються й більш ранні дати, але методика таких датувань базується лише на непрямих доказах), що дає підстави вважати Вірменське нагір'я колискою давньої металургії. В археологічних пам'ятниках Вірменії представлені численні мідні вироби VII–VI тис. до н.е, які виплавляли з окиснених руд. Розроблялися мідні родовища північної (Алаверді, Шамлуг, Ахтала) й південної (Кафан, Каджаран) груп. Імовірно, що саме тут вперше було освоєно виробництво безолов'яних бронз. Так, з середини IV тис. до н.е розробляються родовища руд арсену (Мецдзорські, Сольвартинські, Даридагські поклади). Ці руди використовувались як лігатура при виготовленні бронзи, яка вміщувала від 3,6 до 5,4 % арсену. З середини III тис. до н.е з тією ж метою видобуваються стибієві руди (Ангехтун, Манаскерт). З середини II тис. до н.е в невеликих обсягах видобувається олово. Таким чином, в епоху бронзи на території Вірменії формується один з найбільших центрів видобутку мідної руди та складних бронзових сплавів.
В IV–III тис. до н.е в Зангезурській групі родовищ розробляються руди золота. На руднику Тертерасар сучасними гірничими роботами було відкрито систему давніх виробок (датована III тис. до н.е), якими була відроблена верхня, найбагатша частина покладу. Обсяг видобутку тут склав близько 6 тис. т рудної маси.
Більшість дослідників вважають, що Вірменія вперше започаткувала сидерургію (виплавку сталі із залізних руд). Про це свідчать як численні сталеві вироби, так і письмові згадки (зокрема лист вірменського царя Мітанні фараону Аменхотепу III від 1400 р. до н.е, в якому згадується подарунок кинджалів із сталі). З І тис. до н.е залізорудні родовища експлуатуються в значних масштабах, зокрема Агарцин, Варажнуник та інші.
Гірничо-металургійна діяльність не переривалася у Вірменії протягом тисячоліть, аж до нового часу. Про розробку тут золотоносних родовищ згадував Страбон на межі старої і нової ери, а також візантійський літописець VI ст. Прокопій. В середньовіччі ведеться розробка срібно-свинцевого Ахтальського родовища, поліметалічного родовища Зангезуру та мідних родовищ Алавердської групи. В 60-70-і рр. XVIII ст. побудовані Ахтальський та Шамлугський мідеплавильні заводи (зруйновані персами в 1795 р.). Після входження території Кавказу до складу Російської імперії почалося системне геологічне дослідження регіону. З 1886 р. «Французька компанія рудників Ахталі» відновила розробку Алавердського та Шамлугського мідних родовищ. В XIX ст. інтенсивно розроблялись мідні і поліметалічні родовища на півдні Вірменії. Були збудовані Агаракський, Пірдоуданський, Катарський і Галідзорський мідеплавильні заводи. В 60-х рр. XIX ст. Вірменія займала провідне місце в Закавказзі з виплавки міді (до 99 %). Мідні та молібденові руди розробляли протягом XX ст., здебільшого — відкритим способом. Значного розвитку досягла підгалузь будівельних матеріалів, зокрема кольорових туфів, граніту, мармуру, вапняків.

## ХХ - ХХІ століття
Значні трансформації економіки країни мали місце у XX ст. На початку XX ст. Вірменія була в основному аграрною країною. За радянської влади відбулася її індустріалізація. Розвинулася металообробна, машинобудівна, хімічна, легка, харчова промисловість, кольорова металургія, обробка дорогоцінного каміння, виробництво будівельних матеріалів. Після розпаду СРСР більша частина промислових підприємств перестала функціонувати, оскільки вони були пов'язані з обслуговуванням військово-промислового комплексу колишнього Радянського Союзу. На сьогодні в промисловому секторі завдяки залученню іноземних інвестицій вдалося запустити ряд важливих об'єктів. Традиційно ведеться добування й обробка будівельних матеріалів: базальту, перліту, вапняку, пемзи, мармуру та інших. Виробляється цемент. На базі розробки міднорудних родовищ у Кафані, Каджарані, Агараці та Ахталі працює мідеплавильний комбінат в Алаверді. З місцевої сировини виробляються алюміній, молібден і золото. Здійснюється огранка діамантів. Працює Ванадзорський хімічний комплекс, до складу якого входить 25 підприємств.
У 2002 р. з 20 рудних родовищ із затвердженими запасами розробляється 6, це: мідно-молібденові Каджаранське та Агаракське, мідне Капанське, поліметалічно-золотоносне Шаумянське, а також золотовмісні — Сотське та Меградзорське. Вірменія виробляє рафіновану мідь, первинний алюміній (на привізному глиноземі), прокати і фольгу алюмінію, молібден, цинк, свинець, барит в концентратах, золото, срібло, телур, селен, реній (в шламах і концентратах), мідний купорос, сірчану кислоту і інш.
На початку XXI ст. уряд Вірменії увів в дію новий закон про розвідку і розробку родовищ корисних копалин, який замінив гірничий кодекс від 1992 р. Закон базується на «західній» моделі подібних актів і сприяє залученню іноземних капіталовкладень. В останні роки розроблені і виконуються два великих проекти — «Ремет» та «Молібден», які передбачають створення науково-промислової бази для металургійної переробки мідних, молібденових, золотовмісних, поліметалічних концентратів з одержанням металів високої чистоти.
Підготовку кадрів гірничо-геологічного профілю у Вірменії здійснюють на геологічному факультеті Єреванського університету (1920) та на гірничо-металургійному факультеті Єреванського політехнічного інституту (1930 р.).